# 里郁美
里 郁美（さと いくみ、9月28日 - ）は日本の女性声優。大阪府出身。ケンユウオフィス所属。

## 略歴
トークバック大阪校卒業。
かつてはオフィスCHKに所属していた。
古澤融代表の劇団「Rlung風-ルン-」のキャスト募集に立候補しており、舞台女優としても活動している。

## 人物
特技は器械体操、電卓。趣味はトレッキング。

## 出演

### テレビアニメ
2008年
- それいけ!アンパンマン（2008年 - 2020年、シロップちゃん）
- BLUE DRAGON 天界の七竜（女の子）
- チーズスイートホーム（ジュリちゃん）

2011年
- DOG DAYS（女子生徒A）

2012年
- 戦国コレクション（証言者）

2015年
- クレヨンしんちゃん（子供）

2016年
- ドリフターズ（エルフ）

### ゲーム
2008年
- 桃色大戦ぱいろん（衣音）

2010年
- 赤い刀（菖蒲、蘭）

2011年
- 赤い刀 真（菖蒲、蘭）
- アバターCool カレカノスキン（女性キャラクターボイス）
- マブラヴ オルタネイティヴ クロニクルズ 憧憬（アナウンス）

2015年
- 幻獣姫（妖艶ベルセルク）
- 武装少女 - ARMED GIRLS -（アデル・ランカスター）

2019年
- 蒼藍の誓い ブルーオース（シカゴ）

### 吹き替え

#### 映画・テレビドラマ
- 会いたい
- イタズラなKissII ～惡作劇2吻～（女子生徒）
- エバー・アフター・ハイ（ブロンディ・ロックス、ダッチェス・スワン、キティ・チェシャ、ナレーター（娘））
- オーガストウォーズ（チョーマ〈アルチョム・ファディエフ〉）
- 彼女はモンスター・ファイター（マイラ〈キャサリン・マクナマラ〉）
- ゴシップガール シーズン3 #8 #10
- クリミナル・マインド6 FBI行動分析課
- クローザー（ルーシー）
- ザ・プレイヤー 〜究極のゲーム〜 #3
- スイート・ライフ オン・クルーズ（パドマ〈ティヤ・シルカー〉）
- スター・トレック イントゥ・ダークネス（ケイティ）
- スクリーム（ブルック〈カールソン・ヤング〉）
- 超能力ファミリー サンダーマン シーズン2（アシュレー）
- ドックはおもちゃドクター
- ドレイク&ジョシュ（ジェンナ）
- ドリームハウス
- ハンク ‐ちょっと特別なボクの日常‐（アシュレー・ウォン〈クロエ・ウォン〉[4]）
- フリーランサー NY捜査線
- FARGO/ファーゴ シーズン2 #1 #9
- プリデスティネーション（上級生女子〈ソフィー・カスワース〉）
- ベルヒカ（ルー〈シロ・モトマンス〉）※Netflix配信
- ホットガールズ・ウォンテッド
- マン・オブ・スティール（少女）
- マーニー ※BD新録版
- リーカー ザ・ライジング (マヤ〈マーセア・モンロー〉)
- レディ・バード（ジュリー・ステファンス〈ビーニー・フェルドスタイン〉）
- ローズマリーの赤ちゃん 〜パリの悪夢〜
- ワールド・フォー・スピード（アシュレー・マドックス〈スカイラー・デイ〉）

#### アニメ
- カーズ2（セリーヌ、シェブロン、フランス女車）
- ごきげん ジミー!（子供ルシアス）
- すすめ!オクトノーツ（オーソン）
- ちいさなプリンセス ソフィア（オルゴールのバレリーナ）
- トムとジェリー スパイクエスト（マンディ）
- トムとジェリー 迷子のドラゴン（パフィー）

### ドラマCD
- 赤い刀（菖蒲、蘭）
- 間の楔（ペット）
- 宇田川町で待っててよ。（先生）
- O.B.（川西）
- 乙女的恋革命☆ラブレボ!! GO!GO!お見舞い大作戦（女性店員）
- できちゃった男子 ハネムーン編（女性客）
- 黒い竜は二度誓う（ラシュリ〈少年時代〉、女性）
- 春を抱いていた（舞妓）
- 雫 花びら 林檎の香り（佐伯）
- ちんつぶ（女子生徒）
- 瞳をすまして（先輩C）

### 映画
- 特命係長 只野仁 最後の劇場版（2008年） - 声の出演

### ナレーション
- 株式会社アイリック アイリックeラーニング（あいちゃんの声）
- グータンヌーボ
- 塩野義製薬（Webナレーション）

### ボイスオーバー
- カラフル!〜世界の子どもたち〜（2017年、NHK-Eテレ）

### 舞台
- 演劇ユニットRlung・風（ルン） 
  - 第6回公演「BLUE OUT」（2008年 / シアター・イワト） - 中野〈少年〉
  - 第11回公演「四畳半クロニクル-鉄織の夢四夜-」（2013年 / APOCシアター） - 演出助手

### その他
- 増刊めばえ知育ドリルDVDシリーズ
  - トミカ・プラレール モジカズ発見隊（アキラ・たま）
  - トミカ・プラレール 乗り物防衛隊（アキラ・たま）